# 周綽豐
周綽豐（Chow Cheuk Fung，1989年8月1日—），生於香港，香港足球運動員，司職防守中場，現時效力香港流浪足球會。

## 球員生涯
周綽豐生於香港，其父親周美的運輸公司原是替屯門體育會運送蒸餾水，其後獲邀擔任屯門體育會的總監，他熱愛足球運動，而周綽豐受到父親影響，自少接觸足球，其後加入甲組球會流浪青年軍，而周綽豐平日亦會協助父親的運輸公司擔任跟車工作。周綽豐在2006年加盟丙組地區球會屯門，先後協助球會贏得丙組聯賽冠軍及乙組聯賽亞軍，到2010/11年球季，他隨隊升班上甲組，並且轉為全職球員，更於2010年9月5日以1–3不敵四海流浪的首場甲組賽事，因有7名球員抽筋，而後備上陣的周綽豐迎來職業生涯的處子戰。
隨後他在2011年1月9日主場對南華的聯賽盃半準決賽，於75分罰球直射入網，取得職業生涯首個入球，惟最終屯門以1–4落敗，周綽豐在屯門的表現突出，在2013年外借回母會標準流浪，直到2014年由於屯門發生假波醜聞，讓香港足總暫停屯門在2013/14年度球季的餘下賽事，同時撤回港超聯牌照申請和甲組聯賽的資格，而屬會被取消甲組參賽資格後，周綽豐正式加盟標準流浪有穩定上陣機會，並在2016年2月5日以4–0擊敗甲組球會晨曦的足總盃初賽，取得加盟後的首個入球，兼打破自己四年來的入球荒，直到2017年8月，周綽豐獲月薪近5萬元的報價加盟由中超球會廣州富力出資及組建的港超聯球會R&F富力。
2018年返回標準流浪。

## 國際賽生涯
周綽豐於2011年入選香港奧運代表隊參加在英國倫敦舉行的2012年倫敦奧運會外圍賽，並成為球隊主力，到2012年4月，他獲時任香港代表隊教練摩力克賞識徵召入選主場對新加坡國家隊的大軍名單，時隔3年周綽豐於2015年3月再度獲徵召入選香港主場對關島的初選名單，惟最終他未能躋身香港隊的決選名單，未能讓父親眼見證他代表香港作賽。

## 榮譽
屯門
- 香港丙組聯賽冠軍（2008–09季度）
- 香港乙組聯賽亞軍（2009–10季度）

## 外部連結
- 香港足球總會網站球員註冊資料（页面存档备份，存于）